# Bloemendaal vasútállomás
Bloemendaal vasútállomás vasútállomás Hollandiában, Bloemendaal községben, Bloemendaal településen.

## Vasútvonalak
Az állomást az alábbi vasútvonalak érintik:
- Haarlem–Uitgeest-vasútvonal

## Kapcsolódó állomások
A vasútállomáshoz az alábbi állomások vannak a legközelebb:
- Santpoort Zuid vasútállomás
- Haarlem vasútállomás